# Leioscyta gracilis
Leioscyta gracilis är en insektsart som beskrevs av Strümpel 1975. Leioscyta gracilis ingår i släktet Leioscyta och familjen hornstritar. Inga underarter finns listade i Catalogue of Life.